# バンブトンコート
バンブトンコート（欧字名:Bambton Court、1975年4月10日 - 1995年12月21日）は、日本の競走馬、種牡馬。
1977年の優駿賞最優秀3歳牡馬。主な勝ち鞍は、1977年の阪神3歳ステークス、重賞は7勝した。早く生まれすぎた最強マイラーと評された。

## 生涯

### デビューまで
母イチバンブは1968年に生産されたテューダーペリオッド産駒で、新馬戦では後に1970年の阪神3歳Sなど重賞5勝を挙げるロングワンを下して勝利した。200万下まで勝ち進み、19戦2勝の成績を残した。
競走馬引退後は、北海道様似郡様似町の修栄牧場、中村義繁の下で繁殖牝馬となり、初年度は父プロントの牝馬（後のプロバンス）、2年目は父ファバージの牝馬（後のフロークラック）を産んだ。3年目の種付けには、ロードリージの種付けをされた。
父ロードリージはアメリカで生産され、サーゲイロード系に属している。競走馬としてはアイルランドで1勝を挙げ、4戦のみで引退。全弟に2000ギニーステークス、ダービーステークスなど8勝を挙げたサーアイヴァーが評価され、種牡馬として1971年から日本に導入された。
1975年4月10日、修栄牧場にてイチバンブの3番仔である鹿毛の牡馬（後のバンブトンコート）が誕生。生後15分で立ち上がり、周囲を驚かせた。当歳の時は、気が強く賢そうな馬であった。牧場では、首を大きく使い、柔らかい動きをしていた。中村は、母と姉のようにスピードがあり、短距離馬になると見込んでいた。
南海で400フィート打線の1番打者として活躍し、家業と馬主業を引き継いだ樋口正蔵は、当歳時にその牡馬を見て「もう一つピンとくるものがなかった」ものの、900万円で姉2頭に続いて所有することとなった。14勝を挙げたニュージーランド産馬ミスバンブトンに由来する冠名「バンブトン」に「コート」を組み合わせた「バンブトンコート」と命名された。
栗東・伊藤修司厩舎に入厩し、厩務員は田中幹三、調教助手は幹三の父である田中義一郎が担当した。伊藤の娘婿の伊藤清章が主に騎乗することとなった。

### 競走馬時代

#### 3歳（1977年）
1977年6月18日、札幌ダート1000mの新馬戦に7頭中4番人気で出走。スタートから逃げの手に出て、後方に1.9秒差を離す大差で勝利した。続くはまなす賞では1番人気のサクラパナソに半馬身差をつけて2連勝とし、北海道3歳Sでは砂を被る不利を受けながら3着。函館に移り、初めての芝となるオープン特別に出走し、1番人気に応えて3勝目を挙げた。
函館3歳Sではファンタストに次ぐ2番人気で出走し、スタート直後にファンタストが体勢を崩して落馬し競走中止。バンブトンコートは最終コーナーでまくりを決めて抜け出すと、後方に6馬身離して勝利し、重賞初制覇となった。本州に戻り、関西圏で初めてとなるデイリー杯3歳Sに出走。10頭立ての2番人気の支持を集め、単枠指定となった。中団から追い込み、インターグシケンに1馬身4分の3差をつけて重賞連勝となった。
続いて阪神3歳Sに出走。他がバンブトンコートを嫌って回避したため、5頭立てとなった。逃げの手を打ち、最終コーナーでは内からラブリトウショウ、外からインターグシケンが追い上げたが、逃げ切りを果たした。1分35秒1のコースレコードタイで入線し、重賞3連勝となった。しかし、勝利した翌日の朝に歩様に異状をきたした。レントゲン検査が行われ、右前膝の剥離骨折が判明。軽度な骨折で、剥離した骨の切除手術が施された。東の3歳重賞、3歳ステークスでは外国産馬のギャラントダンサーが優勝したが、優駿賞最優秀3歳牡馬はバンブトンコートが選出された。

#### 4歳（1978年）
2月8日、福島県いわき市の競走馬総合研究所常盤支所にある温泉に移動し、3月27日に栗東に戻った。皐月賞を回避し、東京優駿を目標に据えた。4月17日に東京へ入厩し、追い切りが再開。5月14日に東京で行われたオープン特別で5ヶ月ぶりに復帰し、馬体重が絞り切れず、太めで出走した。逃げ粘るメジロホークとミノルジンデンを捕らえるのに苦労したが、残り100mから馬場の内から伸びて5連勝となった。
続く東京優駿では1番人気に支持され、調教を経て状態は良化し、あばらが見えるほどの「絶好調」な状態で出走した。メジロイーグルがハイペースで逃げを展開し、バンブトンコートは2、3番手の好位に位置した。メジロイーグルが最後の直線コース中間まで粘り、それにバンブトンコートや、アグネスホープ、サクラショウリが争いに加わり4頭が横一線になって競り合った。アグネスホープとバンブトンコートの進路が狭くなって後退、代わってサクラショウリが伸びて勝った。バンブトンコートは、追い込んだカンパーリに差される4着に敗れた。
夏の函館記念でトップハンデを背負いながらも、メジロイーグルやファンタストを相手に勝利。秋の始動戦である神戸新聞杯では河内洋に乗り替わり、函館記念から馬体重を16kg増やしながらも勝利し、重賞を連勝した。菊花賞トライアルの京都新聞杯では、サクラショウリと共に単枠指定となった。バンブトンコートと同厩のメジロイーグルに逃げ切りを許し、6着と初めて掲示板を外した。本番の菊花賞でもサクラショウリとともに単枠指定となったが、7着に敗れた。
菊花賞の後、左トモの状態が悪く、再びいわきの温泉に向かった。

#### 5歳 - 6歳（1979 - 80年）
古馬となった1979年、いわきから戻ってマイラーズカップから始動し、インターグロリアに半馬身差をつけて勝利した。しかし、続く天皇賞（春）では第3コーナーの下り坂で不利を受けて後退し、7着に敗れた。阪神で行われたオープンでは、新人の栗田伸一が騎乗して勝利。続く第20回宝塚記念では河内に乗り替わり、サクラショウリに及ばず2着に敗れた。以降、高松宮杯は2着、連覇を狙った函館記念は3着に敗れた。
秋は中京で行われた朝日チャレンジCから始動し、続く目黒記念（秋）は7着。天皇賞（秋）は不良馬場で行われ、障害馬バローネターフに先着されるなど最下位13着。第24回有馬記念では16頭が出走する中、14番人気という評価となり11着に敗れた。いわきの温泉で休養された後、1980年3月23日の鳴尾記念で6歳初戦に出走するも、6着敗退。レース後に左前脚の状態が悪く、予定していた天皇賞（春）の出走を諦め、北海道の荻伏牧場に放牧された。8月に函館の巴賞で復帰。以前よりも細い状態で、9頭中ブービー8番人気で出走した。最終カーブの中間から馬場の内側を突いて位置を上げると、後続を離して先頭で入線。11ヶ月ぶりの勝利を挙げた。
その後、函館記念に出走を予定するも、62.5kgの負担重量と馬場状態が悪いことから回避。秋は京都大賞典から天皇賞（秋）に参戦し引退する予定であったが、右前脚の球節炎を発症し、前倒しで競走馬を引退した。

### 種牡馬時代
引退後はシンジケートが結成され、1981年から北海道浦河郡浦河町の日高スタリオンステーションにて種牡馬となった。初年度は17頭、2年目の1982年は15頭の繁殖牝馬を集めたが、産駒の成績が悪く、種付けの申し込みが減少したため一旦は引退した。1987年から生まれ故郷である修栄牧場にて余生を送っていたが、1988年に修栄牧場を訪れたファンである東京都のサラリーマンの男性が、引退後のバンブトンコートを見て寂しく思い、バンブトンコートの譲渡を申し出て牧場から了承を得た。
サラリーマンの男性でも負担できる安い預託料を求めて宮城県玉造郡鳴子町の斉藤米造牧場に移動し、体調が回復すると1989年から再び種牡馬生活を始めた。1989年は宮城県内の繁殖牝馬12頭に種付けし、12頭全てが受胎した。サラリーマンの男性には婚約者がいたが、バンブトンコートに貢いだことで彼の下から離れてしまった。1994年に再び引退し、その後は山梨県の信玄牧場で余生を過ごしていたが、1995年に死去。21歳没。

## 競走成績
以下の内容は、netkeiba.com及びJBISサーチの情報に基づく。
| 競走日     | 競馬場 | 競走名           | 距離（馬場）  | 頭 数 | 枠 番 | 馬 番 | オッズ （人気） | 着順 | タイム  | 騎手      | 斤量 | 1着馬（2着馬）       |
| ---------- | ------ | ---------------- | ------------- | ----- | ----- | ----- | --------------- | ---- | ------- | --------- | ---- | -------------------- |
| 1977.06.18 | 札幌   | 3歳新馬          | ダ1000m（良） | 7     | 3     | 3     | 009.10（4人）   | 01着 | 01:00.9 | 0伊藤清章 | 52   | (ニッソウエース)     |
| 0000.07.09 | 札幌   | はまなす賞       | ダ1200m（良） | 7     | 6     | 6     | 006.10（3人）   | 01着 | 01:13.9 | 0伊藤清章 | 53   | (サクラパナソ)       |
| 0000.08.07 | 札幌   | 北海道3歳S       | ダ1200m（良） | 9     | 8     | 8     | 007.10（4人）   | 03着 | 01:13.8 | 0伊藤清章 | 52   | ラブリトウショウ     |
| 0000.08.20 | 函館   | 3歳オープン      | 芝1200m（良） | 10    | 8     | 9     | 003.30（1人）   | 01着 | 01:11.8 | 0伊藤清章 | 53   | (トウフクモンスター) |
| 0000.09.04 | 函館   | 函館3歳S         | 芝1200m（重） | 10    | 7     | 7     | 003.70（2人）   | 01着 | 01:11.9 | 0伊藤清章 | 52   | (ユウズミ)           |
| 0000.10.01 | 阪神   | デイリー杯3歳S   | 芝1200m（良） | 10    | 4     | 4     | 003.60（2人）   | 01着 | 01:10.0 | 0伊藤清章 | 53   | (インターグシケン)   |
| 0000.12.11 | 阪神   | 阪神3歳S         | 芝1600m（良） | 5     | 1     | 1     | 002.10（1人）   | 01着 | 01:35.1 | 0伊藤清章 | 54   | (インターグシケン)   |
| 1978.05.14 | 東京   | 4歳オープン      | 芝1800m（良） | 5     | 1     | 1     | 001.70（1人）   | 01着 | 01:50.0 | 0伊藤清章 | 56   | (ミノルジンデン)     |
| 0000.05.28 | 東京   | 東京優駿         | 芝2400m（良） | 21    | 3     | 5     | 005.40（1人）   | 04着 | 02:28.1 | 0伊藤清章 | 57   | サクラショウリ       |
| 0000.07.09 | 函館   | 函館記念         | 芝2000m（良） | 7     | 3     | 3     | 001.50（1人）   | 01着 | 02:01.0 | 0伊藤清章 | 57   | (アランフェス)       |
| 0000.10.01 | 阪神   | 神戸新聞杯       | 芝2000m（良） | 8     | 7     | 7     | 001.60（1人）   | 01着 | 02:02.4 | 0河内洋   | 56   | (タマペンダス)       |
| 0000.10.22 | 京都   | 京都新聞杯       | 芝2000m（良） | 16    | 3     | 5     | 004.70（1人）   | 06着 | 02:02.1 | 0伊藤清章 | 57   | メジロイーグル       |
| 0000.11.12 | 京都   | 菊花賞           | 芝3000m（良） | 20    | 2     | 4     | 005.40（2人）   | 07着 | 03:06.9 | 0伊藤清章 | 57   | インターグシケン     |
| 1979.04.07 | 阪神   | マイラーズC      | 芝1600m（稍） | 13    | 4     | 4     | 006.40（2人）   | 01着 | 01:36.0 | 0伊藤清章 | 56   | (インターグロリア)   |
| 0000.04.29 | 京都   | 天皇賞（春）     | 芝3200m（良） | 21    | 1     | 1     | 009.50（3人）   | 07着 | 03:21.8 | 0伊藤清章 | 58   | カシュウチカラ       |
| 0000.05.20 | 阪神   | 4歳上オープン    | 芝2000m（良） | 12    | 4     | 4     | 001.90（1人）   | 01着 | 02:02.4 | 0栗田伸一 | 57   | (リネンジョオー)     |
| 0000.06.03 | 阪神   | 宝塚記念         | 芝2200m（良） | 13    | 5     | 8     | 004.00（2人）   | 02着 | 02:12.5 | 0河内洋   | 55   | サクラショウリ       |
| 0000.06.24 | 阪神   | 高松宮杯         | 芝2000m（良） | 9     | 2     | 2     | 001.70（1人）   | 02着 | 02:00.0 | 0河内洋   | 58   | ネーハイジェット     |
| 0000.08.19 | 函館   | 函館記念         | 芝2000m（良） | 11    | 5     | 5     | 006.40（3人）   | 03着 | 01:59.7 | 0伊藤清章 | 61   | エンペラーエース     |
| 0000.09.23 | 中京   | 朝日チャレンジC  | 芝2000m（良） | 10    | 8     | 9     | 002.70（1人）   | 01着 | 01:59.9 | 0伊藤清章 | 61   | (リネンジョオー)     |
| 0000.10.07 | 中京   | 地方競馬招待競走 | 芝1800m（不） | 11    | 6     | 7     | 001.80（1人）   | 03着 | 01:53.1 | 0伊藤清章 | 56   | リュウアラナス       |
| 0000.11.04 | 東京   | 目黒記念         | 芝2500m（稍） | 10    | 2     | 2     | 011.90（5人）   | 07着 | 02:33.2 | 0伊藤清章 | 62   | シービークロス       |
| 0000.11.25 | 東京   | 天皇賞（秋）     | 芝3200m（不） | 13    | 8     | 12    | 017.70（7人）   | 13着 | 03:37.4 | 0伊藤清章 | 58   | スリージャイアンツ   |
| 0000.12.16 | 中山   | 有馬記念         | 芝2500m（良） | 16    | 5     | 10    | 033.0（14人）   | 11着 | 02:37.3 | 0伊藤清章 | 56   | グリーングラス       |
| 1980.03.23 | 阪神   | 鳴尾記念         | 芝2400m（重） | 9     | 8     | 8     | 006.80（3人）   | 06着 | 02:30.9 | 0伊藤清章 | 61   | リンドプルバン       |
| 0000.08.03 | 函館   | 巴賞             | 芝1800m（良） | 9     | 2     | 2     | 015.20（8人）   | 01着 | 01:47.5 | 0伊藤清章 | 61   | (サーペンプリンス)   |

## 種牡馬成績
- リベラルワールド[14] - 1985年新春ジュニア（名古屋）、1989年天山賞・大天山賞・サラブレッドグランプリ（佐賀）・サラブレッド大賞典（中津）
- アーバンカーボーイ[15] - 1991年中津王冠・サラブレッドチャンピオン（中津）

## 血統表
| バンブトンコートの血統（ロイヤルチャージャー系/Selene 5×5、Pharos 5×5（母内）） | バンブトンコートの血統（ロイヤルチャージャー系/Selene 5×5、Pharos 5×5（母内）） | バンブトンコートの血統（ロイヤルチャージャー系/Selene 5×5、Pharos 5×5（母内）） | （血統表の出典）  | （血統表の出典） |
| 父 *ロードリージ Lord Liege 1969 鹿毛                                           | 父の父Sir Gaylord 1959 鹿毛                                                     | Turn-to                                                                         | Royal Charger     | Royal Charger    |
| 父 *ロードリージ Lord Liege 1969 鹿毛                                           | 父の父Sir Gaylord 1959 鹿毛                                                     | Turn-to                                                                         | Source Sucree     |                  |
| 父 *ロードリージ Lord Liege 1969 鹿毛                                           | 父の父Sir Gaylord 1959 鹿毛                                                     | Somethingroyal                                                                  | Princequillo      | Princequillo     |
| 父 *ロードリージ Lord Liege 1969 鹿毛                                           | 父の父Sir Gaylord 1959 鹿毛                                                     | Somethingroyal                                                                  | Imperatrice       |                  |
| 父 *ロードリージ Lord Liege 1969 鹿毛                                           | 父の母Attica 1953 栗毛                                                          | Mr.Trouble                                                                      | Mahmoud           | Mahmoud          |
| 父 *ロードリージ Lord Liege 1969 鹿毛                                           | 父の母Attica 1953 栗毛                                                          | Mr.Trouble                                                                      | Motto             |                  |
| 父 *ロードリージ Lord Liege 1969 鹿毛                                           | 父の母Attica 1953 栗毛                                                          | Athenia                                                                         | Pharamond         | Pharamond        |
| 父 *ロードリージ Lord Liege 1969 鹿毛                                           | 父の母Attica 1953 栗毛                                                          | Athenia                                                                         | Salaminia         |                  |
| 母 イチバンブ 1968 鹿毛                                                         | 母の父*テューダーペリオッド Tudor Period 1957 栃栗毛                            | Owen Tudor                                                                      | Hyperion          | Hyperion         |
| 母 イチバンブ 1968 鹿毛                                                         | 母の父*テューダーペリオッド Tudor Period 1957 栃栗毛                            | Owen Tudor                                                                      | Mary Tudor        |                  |
| 母 イチバンブ 1968 鹿毛                                                         | 母の父*テューダーペリオッド Tudor Period 1957 栃栗毛                            | Cornice                                                                         | Epigram           | Epigram          |
| 母 イチバンブ 1968 鹿毛                                                         | 母の父*テューダーペリオッド Tudor Period 1957 栃栗毛                            | Cornice                                                                         | Cordon            |                  |
| 母 イチバンブ 1968 鹿毛                                                         | 母の母マルセイユ 1963 鹿毛                                                      | *フェリオール                                                                   | Fastnet           | Fastnet          |
| 母 イチバンブ 1968 鹿毛                                                         | 母の母マルセイユ 1963 鹿毛                                                      | *フェリオール                                                                   | Aisse             |                  |
| 母 イチバンブ 1968 鹿毛                                                         | 母の母マルセイユ 1963 鹿毛                                                      | *ミスバンブトン                                                                 | Boissier          | Boissier         |
| 母 イチバンブ 1968 鹿毛                                                         | 母の母マルセイユ 1963 鹿毛                                                      | *ミスバンブトン                                                                 | Cerealia F-No.2-f |                  |